# FK Baník Most
Az FK Baník Most 1909 egy cseh labdarúgócsapat Most városában, körülbelül 75 kilométerre északnyugat felé Prágától. A klub első élvonalbeli szezonja a 2005–06-os Gambrinus liga volt.
A klub hazai pályája az 1961-ben épített Fotbalový stadion Josefa Masopusta. A nyitómeccset 1961. május 24-én az angol Liverpool FC ellen játszották, amely valószínűleg 4-1-re verte a hazaiakat.
2011-ben a Baník Most aláírt egy megállapodást, mely értelmében az Arsenal Česká Lípa a klub farmcsapataként fog szolgálni.

## Története

### Korai évek és az alsó bajnokságok
A klubot 1909. május 19-én alapították, de a kezdetek kezdetén csak nagyon egyszerű volt. A mosti labdarúgás megszakadt jelentős ideig az I. és a II. világháború alatt, de még ezután is sokáig szerény maradt, és a Most az 1950-es évektől egészen az 1980-as évekig a legalacsonyabb csehszlovák bajnokságok tagja volt.
Az 1990-es években a Most megélt két feljutást - az elsőt a Bohemian Labdarúgó-bajnokságba, a harmadik legmagasabb osztályba, utána az 1996-97-es szezonban a cseh másodosztályba.

### A SIAD-korszak és az élvonalbeli labdarúgás
2003 tavaszán a klubot megvásárolta egy olasz gázipari vállalat, a SIAD, és a vállalat részvételével rövid, de egyre sikeresebb korszak nyílt a csapat életében. A klub FK SIAD Most néven játszott a 2003-04-es szezontól.
A 2004-05-ös másodosztály megnyerésével a Most végre feljutott a Gambrinus Ligába, és a 2005-06-os szezont az élvonalban kezdhették. Teljes körű rekonstrukciót hajtottak végre a stadionon - új gyep telepítése, 7 500 ülőhely és reflektorok - , amely időben elkészült az első élvonalbeli mérkőzésre. Gyenge kezdet után Přemysl Bičovský-t menesztették, ez megnyitotta a kaput Zdeněk Ščasný érkezése előtt. Ščasný - egy nagy tekintélynek örvendő menedzser, korábban cseh (AC Sparta Praha és FK Viktoria Žižkov), továbbá görög (ÓFI Kréta és PAE Panathinaikósz AÓ) csapatoknál, később a magyar Debreceni VSC-nél is dolgozott - a klubot bentmaradáshoz és a szép eredménynek számító 10. helyhez segítette a Gambrinus ligában.
A 2006-07-es szezonra a klub magas elvárásokat fogalmazott meg, a végső cél a tabella első fele volt. Úgy tűnt, a csapat képes versenyezni a legjobbakkal, különösen otthon - ezt bizonyítja a végső bajnok AC Sparta Praha elleni döntetlen, és az ezüstérmes Slavia Praha elleni győzelem, és veretlenek maradtak hazai pályán a liga első 5 helyezettjével szemben - , de nem tudtak teljesen következetesen játszani a tabella alsó felében szereplő csapatok ellen, különösen idegenben. Ez azt jelentette, hogy ligacsúcsot jelentő 16 döntetlent értek el, és a kissé kiábrándító 12. helyen végeztek, de a klub még egyszer megvédte első osztályú szereplését.
A szezon végén a klub és az edző (Zdeněk Ščasný) közös megegyezéssel szerződést bontottak, ezután a Most Robert Žák kinevezése mellett döntött, aki addig a fiatalok felkészítéséért volt felelős.

## Korábbi nevek
- 1909 — SK Most (teljes név: Sportovní klub Most)
- 1948 — ZSJ Uhlomost Most (teljes név: Základní sportovní jednota Uhlomost Most)
- 1953 — DSO Baník Most (teljes név: Dobrovolná sportovní organizace Baník Most)
- 1961 — TJ Baník Most (teljes név: Tělovýchovná jednota Baník Most)
- 1979 — TJ Baník SHD Most (teljes név: Tělovýchovná jednota Baník Severočeské hnědouhelné doly Most)
- 1993 — FK Baník SHD Most (teljes név: Fotbalový klub Baník Severočeské hnědouhelné doly Most)
- 1995 — FC MUS Most 1996 (teljes név: Football Club Mostecká uhelná společnost Most 1996, a.s.)
- 2003 — FK SIAD Most (teljes név: Fotbalový klub SIAD Most, a.s.)
- 2008 — FK Baník Most
- 2013 — FK Baník Most 1909

## Játékosok

### Jelenlegi keret
2013. január 30. szerint
| #  |     | Poszt | Név                      |
| -- | --- | ----- | ------------------------ |
| 1  | BIH | K     | Tino Divković            |
| 2  | CRO | KP    | Ivan Jakovljević         |
| 3  | CZE | KP    | Jakub Kotlan             |
| 4  | CZE | KP    | Václav Tomeček           |
| 5  | CZE | V     | Jan Charuza              |
| 6  | BIH | KP    | Almir Redzić             |
| 7  | CZE | KP    | Jakub Vojta              |
| 8  | CZE | CS    | Martin Surynek           |
| 9  | CZE | KP    | Radim Nečas              |
| 10 | ARG | KP    | Ezequiel Horacio Rosendo |
| 11 | CZE | V     | Jakub Sudek              |

| #  |     | Poszt | Név              |
| -- | --- | ----- | ---------------- |
| 12 | CZE | V     | Ondřej Běloušek  |
| 13 | CZE | V     | Martin Olejník   |
| 14 | CZE | V     | Jan Procházka    |
| 15 | CZE | KP    | Daniel Veselý    |
| 16 | CZE | CS    | Jiří Procházka   |
| 17 | CZE | CS    | Martin Šlapák    |
| 18 | SEN | V     | Tidiane Djiby Ba |
| 19 | VIE | V     | Michal Nguyễn    |
| 20 | SVK | K     | Jaroslav Belaň   |
| 21 | CZE | V     | Petr Řehák       |
| 22 | CZE | V     | Petr Johana      |

### Korábbi híres játékosok
- Josef Masopust (1962 aranylabdása)
- Jiří Štajner
- Petr Johana
- Horst Siegl
- Jiří Novotný
- Martin Vaniak
- Byron Webster

## Edzők
- Přemysl Bičovský (2004–2005)
- Zdeněk Ščasný (2005–2007)
- Robert Žák (2007–2009)
- Martin Pulpit (2009–2010)
- Jorge Aňon (2010–2011)
- Michal Zach (2011–2013)
- Zbyněk Busta (2013)
- Pavel Chaloupka (2013–2014)
- Vít Raszyk (2014–)

## Bajnoki történelem
| - 1991–1997 Bohemian Labdarúgó-bajnokság - 1997–2005 Cseh 2. Liga - 2005–2008 Gambrinus liga - 2008– Czech 2. Liga |

- 3 szezon az első osztályban
- 14 szezon a másodosztályban
- 6 sezezon a harmadosztályban
- 0 szezon a negyedosztályban

### Csehország
| Szezon    | Bajnokság | #   | M  | Gy | D  | V  | RG | KG | GK  | P  | Kupa         |
| --------- | --------- | --- | -- | -- | -- | -- | -- | -- | --- | -- | ------------ |
| 1993–1994 | 3. liga   | 5.  | 34 | 14 | 9  | 11 | 52 | 45 | +7  | 37 | Első kör     |
| 1994–1995 | 3. liga   | 6.  | 34 | 15 | 9  | 10 | 56 | 40 | +16 | 54 | Legjobb 64   |
| 1995–1996 | 3. liga   | 6.  | 34 | 15 | 9  | 10 | 53 | 42 | +11 | 54 | Első kör     |
| 1996–1997 | 3. liga   | 2.  | 30 | 6  | 11 | 13 | 17 | 33 | -16 | 29 | Legjobb 64   |
| 1997–1998 | 2. liga   | 6.  | 28 | 12 | 7  | 9  | 36 | 30 | +6  | 43 | Negyeddöntő  |
| 1998–1999 | 2. liga   | 4.  | 30 | 16 | 8  | 6  | 47 | 31 | +16 | 56 | Nyolcaddöntő |
| 1999–2000 | 2. liga   | 4.  | 30 | 10 | 15 | 5  | 43 | 32 | +11 | 45 | Legjobb 32   |
| 2000–2001 | 2. liga   | 8.  | 30 | 9  | 11 | 10 | 27 | 27 | 0   | 38 | Legjobb 32   |
| 2001–2002 | 2. liga   | 9.  | 30 | 9  | 9  | 12 | 36 | 37 | -1  | 36 | Elődöntő     |
| 2002–2003 | 2. liga   | 10. | 30 | 9  | 11 | 10 | 28 | 30 | -2  | 38 | Legjobb 32   |
| 2003–2004 | 2. liga   | 9.  | 30 | 11 | 5  | 14 | 33 | 34 | -1  | 38 | Második kör  |
| 2004–2005 | 2. liga   | 1.  | 28 | 17 | 10 | 1  | 58 | 30 | +28 | 61 | Negyeddöntő  |
| 2005–2006 | 1. liga   | 10. | 30 | 10 | 6  | 14 | 34 | 41 | -7  | 36 | Második kör  |
| 2006–2007 | 1. liga   | 12. | 30 | 5  | 16 | 9  | 31 | 41 | -10 | 31 | Nyolcaddöntő |
| 2007–2008 | 1. liga   | 16. | 30 | 4  | 8  | 18 | 31 | 58 | -27 | 20 | Legjobb 32   |
| 2008–2009 | 2. liga   | 12. | 30 | 10 | 7  | 13 | 30 | 43 | -13 | 37 | Második kör  |
| 2009–2010 | 2. liga   | 11. | 30 | 8  | 12 | 10 | 35 | 38 | -3  | 36 | Második kör  |
| 2010–2011 | 2. liga   | 12. | 30 | 10 | 7  | 13 | 35 | 46 | -11 | 37 | Második kör  |
| 2011–2012 | 2. liga   | 9.  | 30 | 11 | 5  | 14 | 31 | 44 | -13 | 38 | Első kör     |
| 2012–2013 | 2. liga   | 14. | 30 | 8  | 7  | 15 | 33 | 48 | -15 | 31 | Második kör  |
| 2013–2014 | 2. liga   | 12. | 30 | 10 | 7  | 13 | 34 | 46 | -12 | 37 | Első kör     |

Jegyzetek
1. ↑  Két pont a győzelemért

## Sikerek
- Cseh 2. Liga
  - Győztes (1): 2004–05

## Fordítás
Ez a szócikk részben vagy egészben  a   FK Baník Most című angol Wikipédia-szócikk ezen változatának fordításán alapul.  Az eredeti cikk szerkesztőit annak laptörténete sorolja fel. Ez a jelzés csupán a megfogalmazás eredetét és a szerzői jogokat jelzi, nem szolgál a cikkben szereplő információk forrásmegjelöléseként.

## Külső hivatkozások
- Hivatalos oldal